# Chris Tierney
Chris Tierney (Wellesley, 9 gennaio 1986) è un ex calciatore statunitense, di ruolo centrocampista.

## Palmarès
- North American SuperLiga: 1

New England Revolution: 2008